# Манцевич Наста
Наста МАНЦЕВИЧ (біл. Наста Манцэвіч, 4 травня 1983, Вілейка, Мінська область) - білоруська поетеса та письменниця.

## Біографія
Народилася в сім'ї журналістів. Батько - Олександр Манцевич та матір Ніна Манцевич працюють у "Регіональній газеті" (Молодіжній). Має молодшу сестру Аугінію Манцевич. Закінчила БДЕУ. Навчається у Московському гештальт-інституті. Працювала на Єврорадіо, звідки звільнилася у червні 2012, зараз не працює.
Цікавиться психологією.

## Творчість
Дебютна книга "Птахи (Птушкі)", 2012; у збірник увійшли тексти написані протягом 5 років - вірші і коротка проза. Збірник вийшов у видавництві "Логвинов (Логвінаў)" у серії "Пункт відліку (Пункт адліку)", розпочатій Союзом білоруських письменників для молодих авторів. Підбором творів для книги та редакцією "Птахів" займався Павло Антипов. У тому ж 2012 вийшла електрона збірка віршів "Це не рахується (Гэта ня лічыцца)". Учасниця проекту "Чорно-білі вірші".

## Відгуки
У книзі "Птахи" Манцевич торкається теми жіночого одностатевого кохання, що викликало неоднозначну реакцію в читачів. Підтримав дебют Адом Глобус..

## Нагороди
Переможниця міжнародного поетичного слему на Махнофесті (2008, Гуляйполе, Україна), фіналістка літературного конкурсу до 100-річчя "Нашої ниви", організованого Білоруським ПЕН-центром.